# Kafoumba Coulibaly
Kafoumba Coulibaly (Abiyán, Costa de Marfil, 26 de octubre de 1985), futbolista marfileño. Juega de volante y su actual equipo es el Kasimpasa SK de la Superliga de Turquía. 

## Selección nacional
Ha sido internacional con la Selección de fútbol de Costa de Marfil, ha jugado 2 partidos internacionales.

## Clubes
| Club              | País      | Año       |
| ----------------- | --------- | --------- |
| KSK Beveren       | Bélgica   | 2004-2005 |
| Chonburi FC       | Tailandia | 2005-2006 |
| BEC Tero Sasana   | Tailandia | 2006-2007 |
| SC Bastia         | Francia   | 2007-2008 |
| Olympique de Niza | Francia   | 2008-     |